# Ōkami kakushi
Ōkami kakushi (おおかみかくし) est un visual novel japonais développé et édité par Konami pour la PSP, avec Ryūkishi07 du cercle 07th Expansion en tant que directeur de projet et le duo de mangaka de Peach-Pit en tant que character designers. Le jeu est sorti le 20 août 2009 au Japon. Une adaptation en anime a été produite par le studio AIC et a été diffusée entre le 7 janvier 2010 et le 25 mars 2010 sur la chaîne japonaise TBS.

## Synopsis
Un jeune adolescent de 16 ans, Hiroshi Kuzumi, a récemment déménagé dans une nouvelle ville qui se trouve dans les montagnes. Une rivière sépare les anciens quartiers de la ville des nouveaux quartiers, et de nombreuses croyances locales subsistent.
Bien qu'Hiroshi finisse par s'adapter à sa nouvelle vie, une personne sa camarade de classe et nouvelle voisine Isuzu Tsumuhana. Lors d'une de leurs rencontres, elle lui donne un conseil : "Ne t'approche pas de l'ancienne ville".

## Personnages
Hiroshi Kuzumi (九澄 博士, Kuzumi Hiroshi)Doublé par : Yū Kobayashi
Hiroshi est le personnage principal de l'histoire. C'est un garçon banal dont la famille a déménagé à Jyougamachi à cause du travail de son père. Les kanji de son prénom peuvent aussi être interprété par "Professeur" (博士, Hakase), c'est pourquoi beaucoup de monde le surnomme Hakase. Cependant, Hiroshi n'apprécie guère ce surnom car, à cause de lui, la plupart des gens pensent tout de suite qu'il est un surdoué, ce qui est bien loin d'être le cas. Il autorise cependant Kaname à l'appeler de cette manière.
Nemuru Kushinada (櫛名田 眠, Kushinada Nemuru)Doublée par : Mariya Ise
Nemuru est la fille unique du clan Kushinada, la famille qui possède le poids politique le plus important à Jyougamachi. Belle, mystérieuse et calme, elle est aussi la déléguée de la classe de Hiroshi. Nemuru est très froide envers Hiroshi, qu'elle considère comme une gêne.
Mana Kuzumi (九澄 マナ, Kuzumi Mana)Doublée par : Saki Fujita
Mana est la petite sœur de 12 ans de Hiroshi. À cause d'un accident de voiture, elle est maintenant dans un fauteuil roulant. Malgré ça, elle s'efforce d'être autonome et est très agacée lorsque son frère court lui apporter son aide même pour les tâches les plus simples.
Kaname Asagiri (朝霧 かなめ, Asagiri Kaname)Doublée par : Mai Fuchigami
Kaname est arrivée à Jyougamachi quelques mois avant Hiroshi et elle est la meilleure amie d'Isuzu. Elle a un an de plus que ces derniers et tend à être la voix de la raison du groupe. Kaname a cependant une personnalité assez sombre et n'hésite pas taquiner ou à rouler ses deux amis.
Isuzu Tsumuhana (摘花 五十鈴, Tsumuhana Isuzu)Doublée par : Emiri Katō
Isuzu est une voisine de Hiroshi. Elle est assez garçon manqué mais elle est très affecteuse envers Hiroshi, parfois à son grand dépit. Kaname est la meilleure amie d'Isuzu, et il semble il y avoir un conflit entre elle et Nemuru. Elle a aussi un frère qui est à l'université et qui s'appelle Issei.

## Adaptations

### Manga
Une adaptation en manga illustrée par Mirura Yano et intitulée Ōkami kakushi: Fukahi no shō (おおかみかくし〜深緋の章〜) sera publiée dans le magazine Dengeki Daioh de l'éditeur ASCII Media Works à partir de l'édition de Février 2010.
Une autre adaptation illustrée par Kuroko Yabuguchi intitulée Ōkami kakushi: Metsushi no shō (おおかみかくし〜滅紫の章〜) sera publiée dans le magazine Monthly Shōnen Rival de l'éditeur Kodansha à partir de l'édition de Février 2010,.

### Anime
Une adaptation en anime produite par le studio AIC et dirigée par Nobuhiro Takamoto a commencé sa diffusion au Japon le 7 janvier 2010 sur la chaîne TBS, elle arriva ensuite sur les chaînes Sun TV le 19 janvier 2010 et BS-TBS le 30 janvier 2010,. La première diffusion de l'anime s'est arrêtée le 25 mars 2010 sur un total de 12 épisodes.
Générique de début
"Toki no Mukō Maboroshi no Sora" (時の向こう 幻の空) par FictionJunction.
Générique de fin
"Tsukishirube" (月導) par Yuuka Nanri, qui est aussi une membre de FictionJunction.